# Arthur Darvill

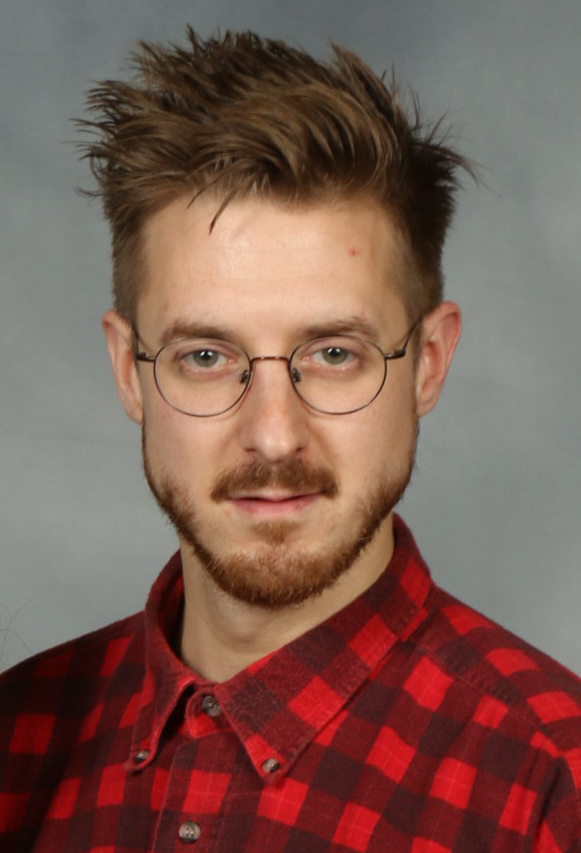
Arthur Darvill (2016)

Thomas Arthur Darvill (* 17. Juni 1982 in Birmingham, England) ist ein britischer Schauspieler.  

## Leben
Im Alter von zehn Jahren trat Darvill der „Stage2 Youth Theatre Company“ bei, wo er von 1991 bis 2000 Mitglied war. 2000 bekam er einen Job beim Sender CITV. 2001 verließ er den Sender und gründete seine eigene Theatergruppe. Bei den Evening Standard Theatre Awards 2007 bekam er eine Nominierung als bester Newcomer für seine Leistung im Theaterstück Terre Haute. 2008 gab er sein Fernsehdebüt im ITV-Drama He Kills Coppers.
2010 bekam Darvill in der britischen Kult-Science-Fiction-Serie Doctor Who die Rolle des Rory Williams, der dem 11. Doktor (gespielt von Matt Smith) zur Seite steht. 
Darvill komponierte Songs für das Bush Theatre in London und die Musik für Che Walkers Theaterstück Frontline im Globe Theatre.

## Filmografie (Auswahl)
- 2008: He Kills Coppers (Fernsehfilm)
- 2008: Klein Dorrit (Little Dorrit, Miniserie, sieben Episoden)
- 2010: Sex & Drugs & Rock & Roll
- 2010: Robin Hood
- 2010: Pelican Blood
- 2010–2012: Doctor Who (Fernsehserie, 27 Episoden)
- 2012: The Paradise (Fernsehserie, eine Episode)
- 2012: Doctor Faustus
- 2013–2017: Broadchurch (Fernsehserie)
- 2013: The White Queen (Miniserie, zwei Episoden)
- 2015: Danny and the Human Zoo (Fernsehfilm)
- 2016–2018, 2021: DC’s Legends of Tomorrow (Fernsehserie, 38 Episoden)
- 2019: World on Fire (Fernsehserie, 3 Episoden)
- 2022: Sandman (The Sandman, Fernsehserie, eine Episode)
- 2023: Three Little Birds (Miniserie, fünf Episoden)

## Theater (Auswahl)
- 1996: Der kleine Horrorladen
- 2006: Terre Haute
- 2007: Stacy
- 2007: Swimming with Sharks
- 2010: Marine Parade
- 2011: Doctor Faustus
- 2012: Our Boys
- 2014: Treasure Island
- 2017: Honeymoon in Vegas